# Gaston Camara
Gaston Camara (Port Kamsar, Guinea; 31 de marzo de 1996) es un futbolista guineano. Juega de delantero.

## Trayectoria
Camara jugó cedido por el Inter en agosto de 2013 hasta enero de 2014. En enero de 2014 se trasladó permanentemente al Inter. Hizo su debut en la Serie A el 1 de noviembre de 2014 contra el Parma. Reemplazó a Gary Medel a los 89 minutos en una derrota a domicilio 2-0. Él es muy valorado por los aficionados del Inter como extremo rápido y técnicamente capaces derecha.

## Clubes
| Club           | País     | Año         |
| -------------- | -------- | ----------- |
| Inter de Milán | Italia   | 2014 - 2015 |
| Bari           | Italia   | 2015 - 2016 |
| Modena         | Italia   | 2016        |
| Brescia Calcio | Italia   | 2016 - 2017 |
| Gil Vicente    | Portugal | 2017 - 2018 |
| Leixões        | Portugal | 2019        |